# Mesoleptidea petiolator
Mesoleptidea petiolator är en stekelart som först beskrevs av Zetterstedt 1838.  Mesoleptidea petiolator ingår i släktet Mesoleptidea och familjen brokparasitsteklar. Inga underarter finns listade i Catalogue of Life.